# Полоннарува

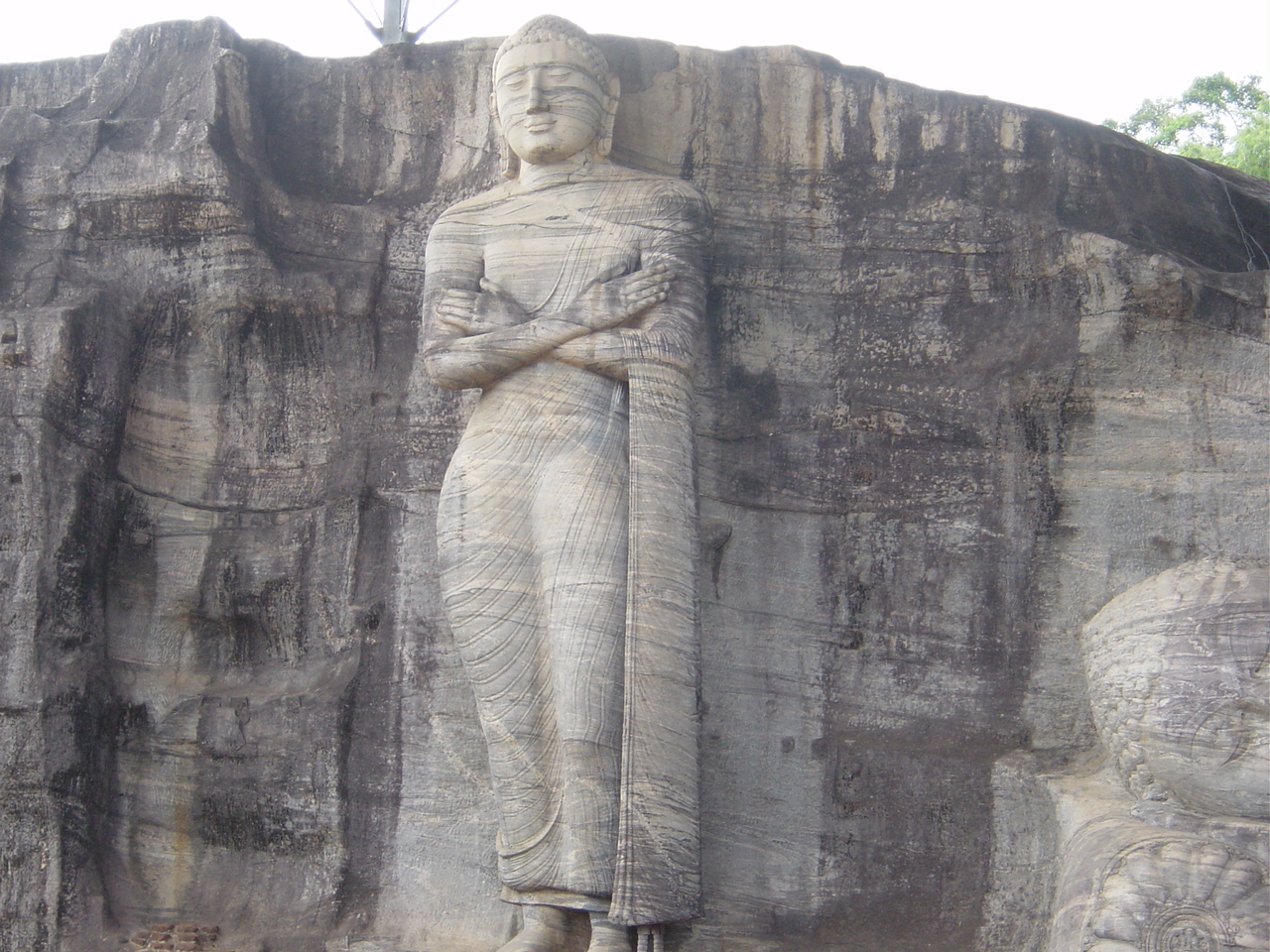
Гал Вихара

Полоннару́ва — город, средневековая столица Шри-Ланки, расположенная в Северо-Центральной провинции, в 214 км к северо-востоку от Коломбо. Наибольший интерес представляет каменный храм Гал Вихара, самый знаменитый храм на Шри-Ланке. Четыре статуи Будды в различных позах высечены в гранитной скале и датируются XII веком. Несмотря на колоссальные размеры, скульптуры очень реалистичны. Большой интерес представляет третья статуя, изображающая Будду в необычной позе со скрещенными руками на груди. Эта поза широко распространена в Индии. Считают, что целью скульптора древности явилось желание умалить божественную природу Будды, подчеркнув его человечность.